# 塔庫阿倫博河

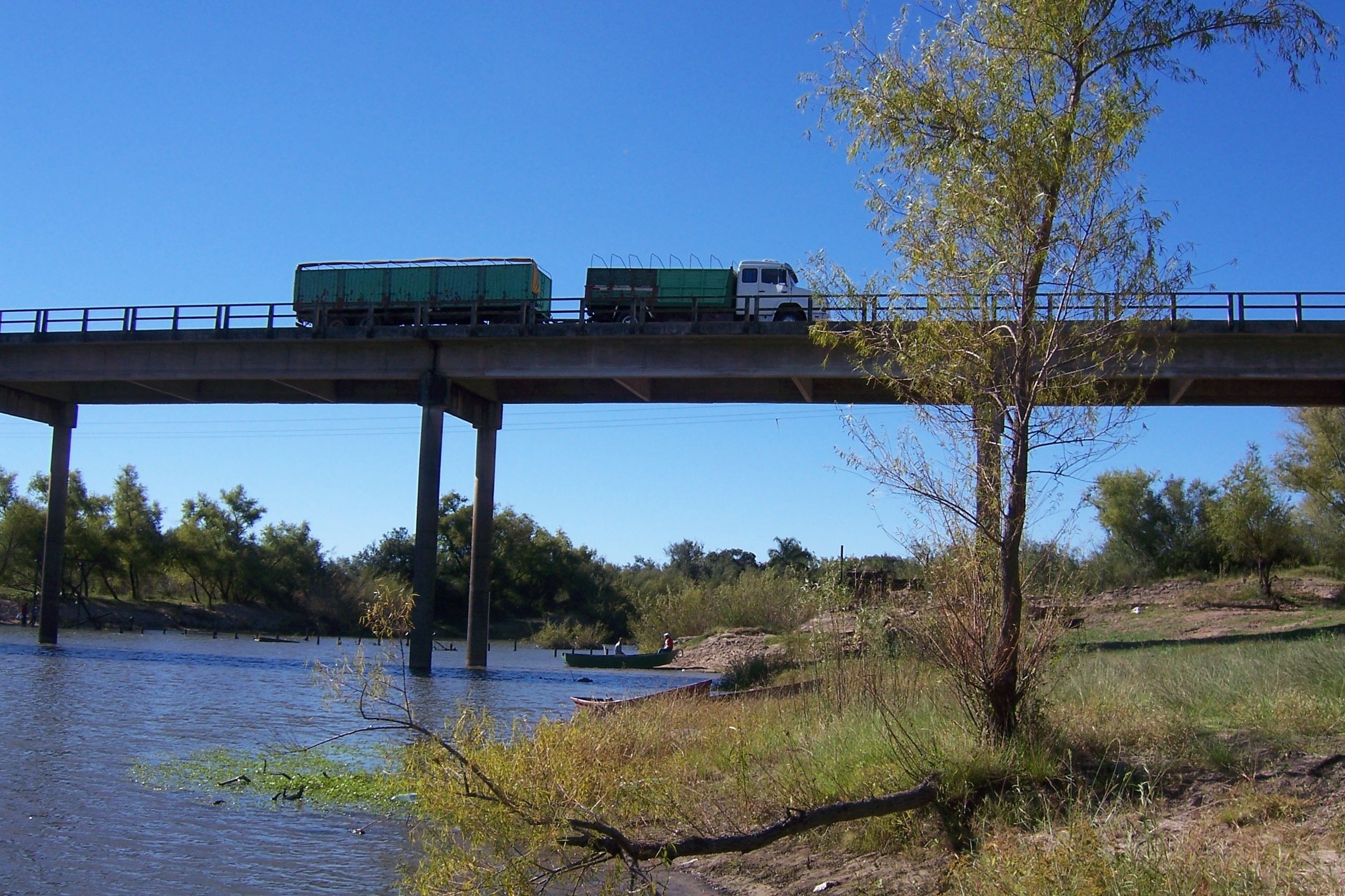

塔庫阿倫博河（西班牙語：Río Tacuarembó），是烏拉圭的河流，屬於內格羅河的支流，發源自里韋拉省北部，流經特蘭克拉斯，河道全長260公里，流域面積14,000平方公里。